# Storena sobria
Storena sobria là một loài nhện trong họ Zodariidae.
Loài này thuộc chi Storena. Storena sobria được Tord Tamerlan Teodor Thorell miêu tả năm 1890.